# Paul Stubbe
Paul Stubbe (ur. 6 grudnia 1874 w Neustettin  – zm. 1950 w Hamburgu) – niemiecki malarz i lekarz.

## Życiorys
Studiował sztuki piękne i medycynę. Praktykę lekarską otworzył w Szczecinku, w czasie I wojny światowej służył na niemieckim okręcie jako lekarz. Po zakończeniu I wojny światowej osiedlił się w Hamburgu.
Nazywany malarzem dawnego Szczecinka (wówczas Neustettin) Stubbe pozostawił po sobie cykl obrazów przedstawiających ulice miasta, na przełomie XIX/XX w., a także najbardziej znane postacie z miejskiego pejzażu - zaczynając od burmistrza Sasse, a kończąc na ulicznych nędzarzach. Szczególnie cenny jest cykl obrazów namalowanych na zlecenie władz miasta w 1910, w 600-rocznicę nadania Szczecinkowi praw miejskich. Spośród 11 zachowanych obrazów Stubbego, osiem znajduje się w Muzeum Regionalnym w Szczecinku.